# Allsvenskan 1968

Allsvenskan 1968 byla nejvyšší švédskou fotbalovou soutěží v roce 1968. Vítězem se stal a do Poháru mistrů evropských zemí 1969/1970 se kvalifikoval nováček Östers IF. Účast v Poháru vítězů pohárů 1969/1970 si zajistil IFK Norrköping.
Ligy se zúčastnilo celkem 12 celků, soutěž se hrála způsobem každý s každým doma-venku (celkem tedy 22 kol) systémem jaro-podzim. Poslední dva celky přímo sestoupily.

## Tabulka
| Poř. | Tým                    | Z  | V  | R | P  | VG | OG | B  |
| ---- | ---------------------- | -- | -- | - | -- | -- | -- | -- |
| 1.   | Östers IF (N)          | 22 | 12 | 3 | 7  | 44 | 28 | 27 |
| 2.   | Malmö FF               | 22 | 11 | 5 | 6  | 42 | 27 | 27 |
| 3.   | IFK Norrköping         | 22 | 11 | 5 | 6  | 36 | 24 | 27 |
| 4.   | Djurgårdens IF Fotboll | 22 | 10 | 7 | 5  | 36 | 29 | 27 |
| 5.   | Örebro SK              | 22 | 11 | 3 | 8  | 34 | 35 | 25 |
| 6.   | IF Elfsborg            | 22 | 8  | 7 | 7  | 33 | 28 | 23 |
| 7.   | Åtvidabergs FF (N)     | 22 | 11 | 0 | 11 | 34 | 29 | 22 |
| 8.   | GAIS                   | 22 | 7  | 4 | 11 | 29 | 36 | 18 |
| 9.   | IFK Göteborg           | 22 | 5  | 8 | 9  | 30 | 42 | 18 |
| 10.  | AIK Stockholm          | 22 | 5  | 7 | 10 | 28 | 36 | 17 |
| 11.  | Helsingborgs IF        | 22 | 7  | 3 | 12 | 23 | 38 | 17 |
| 12.  | Örgryte IS             | 22 | 4  | 8 | 10 | 28 | 45 | 16 |

|  | Pohár mistrů evropských zemí 1969/1970 |
|  | Pohár vítězů pohárů 1969/1970          |
|  | Sestup do Division 2                   |

## Nejlepší střelci
|    | hráč            | tým            | góly |
| -- | --------------- | -------------- | ---- |
| 1. | Ove Eklund      | Åtvidabergs FF | 16   |
| 2. | Harry Bild      | Östers IF      | 14   |
| 3. | Inge Ejderstedt | Östers IF      | 13   |